# Цикава (Гросупље)
Цикава (словен. Cikava) је мало насеље у општини Гросупље у централној Словенији покрајина Долењска. Налази се на пола пута између Гросупља и Шмарја-Сап на старом регионалном путу према Љубљани. Општина припада регији Средњесловенска регија.
Налази се на надморској висини 338,7 м, површине 0,37 км². Приликом пописа становништва 2011. године насеље је имало 254 становника.